# 費多羅-米哈伊利夫卡
47°46′31″N 32°3′58″E / 47.77528°N 32.06611°E
費多羅-米哈伊利夫卡（烏克蘭語：Федоро-Михайлівка）是位於烏克蘭南部的村莊，由尼古拉耶夫州沃茲涅先斯克區的葉拉涅茨市鎮負責管轄。該村始建於1923年，面積1.48平方公里，海拔高度102米，2001年人口235，人口密度每平方公里158.8人。